# Gian Domenico Doria
Gian Domenico Doria, detto Domenicaccio (Genova, metà XV secolo – Oneglia, 30 gennaio 1505), è stato il primo principe di Oneglia.

## Biografia
Figlio di Stefano e Bianca, appartenenti ad un ramo minore della famiglia dei Doria, comandò le truppe genovesi durante la guerra di Pietrasanta del 1484. Caduta la città in mano fiorentina nell'autunno 1484, Gian Domenico non fece ritorno a Genova ma si recò a Roma dove nel dicembre dello stesso anno Papa Innocenzo VIII lo nominò capitaneus custodie palatii, comandante delle guardie del palazzo pontificio. Pare che Doria mantenne questa carica durante tutto il pontificato di Papa Cybo, genovese anch'egli, divenendo parte stabile della corte papale.
Nel 1487 ottenne il benestare del ducato di Milano, nella cui sfera di influenza Genova era caduta, per perfezionare l'acquisto della signoria di Oneglia, da poco rifiutata dagli Sforza alla famiglia Lascaris. Nel gennaio del 1488 Gian Domenico Doria acquisì la signoria di Oneglia e giurò fedeltà al duca Gian Galeazzo Sforza. Domenicaccio si recò nei suoi nuovi possedimenti solo in estate, ordinando la costruzione di una possente fortificazione in grado di difendere la città da munire con le artiglierie portate da Roma. La costruzione della rocca subì vicende alterne: Genova e i duchi di Milano temevano che potesse sorgere una signoria a loro ostile nelle loro vicinanze, il papa invece era favorevole all'impresa e cercò di fare pressioni su Ludovico il Moro affinché questi desse il nulla osta a Gian Domenico. Questi ritornò a risiedere a Roma e ad occupare il suo ruolo di comandante delle guardie di palazzo e a fare pressioni perché i lavori della rocca iniziassero ma continuò a scontrarsi con l'ostilità di Ludovico Sforza al progetto, timoroso dell'ascendente influenza del Papa a Genova e in Liguria. Si giunse ad un compromesso nel 1490, quando con atto notarile Gian Domenico si impegnava a non danneggiare lo stato di Genova né quello di Milano per mezzo della sua rocca. 
Alla morte di Innocenzo VIII nel 1492 Gian Domenico perse il suo protettore ed alleato più influente. Ludovico il Moro ordinò la distruzione della rocca di Oneglia e la revoca del titolo di Signore al Doria. Giovanni Adorno, governatore di Genova per conto degli Sforza, si recò ad Oneglia, bombardò la rocca e costrinse la cittadina alla resa, facendo prigioniero il figlio di Gian Domenico, Franceschetto, rimasto nella città ligure come luogotenente del padre, che continuava a risiedere a Roma. Alla corte pontificia Domenicaccio cercava di ritrovare l'influenza perduta dopo la morte di Innocenzo VIII e riuscì a trovare appoggio da un altro Sforza, il cardinale Ascanio che cercava di legittimare la successione del fratello Ludovico a Duca di Milano. 
Nel 1496 venne nominato peditum Sacre Romane Ecclesie generalis capitaneus, generale dell'infanteria dell'esercito papale e riacquistò una posizione di prestigio a Roma. Due anni dopo il Moro ordinò la restituzione di Oneglia al Doria, che riprese quindi il possesso del piccolo principato. La causa di tale restituzione è da ricercarsi probabilmente nella volontà di Ludovico il Moro di non entrare in conflitto con il Papa e di legittimare la sua successione a Duca di Milano. Parallelamente, Gian Domenico era assai meno legato al nuovo Papa Alessandro VI, il quale non aveva grande influenza nella regione ligure, al contrario del suo predecessore.
Nel 1498 Gian Domenico Doria rientrava ad Oneglia in qualità di principe e l'anno successivo rinnovava i voti di fedeltà al Duca di Milano. Governò per sette anni, finché non fu assassinato, per cause ignote, nel 1505.